# Gallotia intermedia
El llangardaix canari clapejat o llangardaix gegant de Tenerife (Gallotia intermedia) és una espècie endèmica de l'illa de Tenerife, en les Illes Canàries, (Espanya). En el passat habitava en tots els hàbitats de la superfície insular però l'activitat humana des de fa 2.500 anys i la introducció d'espècies foranes ho ha portat a la vora de l'extinció habitant únicament a la zona nord-occidental de l'illa. Per això el seu redescobriment es va realitzar en una data tan tardana com el 1996.

## Característiques
Fan entre 45 i 75 centímetres, amb escates temporals petites (38-90), 3-5 supratemporals i 14-18 sèries longitudinals de ventrals. El dors és de color marró negrós reticulat amb petites taques grogues, blau o marró i el coll és de color gris pàl·lid.

## Distribució
Actualment es conserven dues poblacions aïllades, una al Massís de Teno, situat a la part nord-occidental de l'illa, i l'altra a la Muntanya de Guaza. La població de Teno té entre 280 i 461 individus, mentre que a la de Guaza es desconeix el seu nombre.

## Hàbitat
Totes les poblacions conegudes estan, en major o menor mesura, associades als penya-segats de gran desenvolupament vertical (fins a uns 400 metres d'altura), on pot habitar a nivell del mar en erosions procedents d'aquests penya-segats o enclavaments propers, coexistint amb el llangardaix negre en alguns casos.

## Amenaces
El més important dels factors que els amenacen són els gats els quals depreden sobre algunes poblacions arribant a ser a vegades en alguna d'aquestes localitats la presa més nombrosa. La seva grandària corporal, més rendible energèticament com a presa enfront de la menor talla del llangardaix negre, i la major edat que necessiten per assolir la maduresa sexual, semblen explicar el declivi de llur població en comparació amb el llangardaix negre.
En altres zones en què habiten de petita extensió i limitats recursos tròfics coexisteixen amb rates pel que és molt probable que aquestes depreden sobre postes i/o joves.
Una altra amenaça que té relació amb les dues anteriors és l'augment de la presència humana el que comporta la proliferació de rates, gats i gavians caspi així com l'augment de certes activitats (pesca, excursionisme, esports d'aventura, etc.) que propicien la visita a algunes localitats amb llangardaixos clapejats, les quals havien estat al marge d'aquestes alteracions fins fa poc.
Finalment destacar que una altra possible amenaça és la degeneració que pateix l'espècie per endogàmia a causa de la petita grandària d'algunes subpoblacions i a la fragmentació d'aquestes..

## Mesures de conservació realitzades
Les actuacions realitzades per a la seva conservació han estat el finançament de dues assistències tècniques (Govern de Canàries) per conèixer la seva distribució i la grandària de la població, així com les amenaces que tenen, així com l'elaboració d'una proposta de
pla de recuperació. Dins d'aquests treballs, a l'estiu de 2001 es va realitzar un control de gats i rates en algunes localitats habitades per l'espècie.
Se sap que aquest llangardaix ja existia a l'illa des de molt abans de l'arribada de l'home a l'illa. Com donen fe les nombroses restes fòssils oposats a l'illa. Els quals doblaven en grandària a moltes espècies actuals. El Museu de la Naturalesa i l'Home (Santa Cruz de Tenerife) exposa en les seves vitrines algunes restes fòssils i dissecats d'aquests animals "preguanxes".